# František Havlín
František Havlín (5. února 1908 – červen/červenec 1969) byl český a československý politik Komunistické strany Československa a poúnorový poslanec Národního shromáždění ČSR.

## Biografie
Už za první republiky byl aktivní v komunistickém hnutí. Byl členem Komsomolu a Rudých odborů. Po druhé světové válce zastával funkci předsedy Závodního výboru Revolučního odborového hnutí v podniku Spojené ocelárny Kladno. V této funkci se angažoval při přebírání moci po únorovém převratu. Později byl vedoucím tajemníkem krajského výboru KSČ, následně vedoucím oddělení na Ústředním výboru Komunistické strany Československa a funkcionářem Ústřední rady odborů.
Po volbách roku 1948 byl zvolen do Národního shromáždění za KSČ ve volebním kraji Kladno. Mandát nabyl až dodatečně v červenci 1951 jako náhradník poté, co rezignoval poslanec František Řezníček. V parlamentu zasedal až do konce funkčního období, tedy do voleb v roce 1954.
Byl mu udělen Řád práce. Zemřel náhle v létě roku 1969. 3. července 1969 vyšel v Rudém právu jeho nekrolog s tím, že zemřel v těchto dnech.